# 지품중학교
지품중학교(知品中學校)는 대한민국 경상북도 영덕군 지품면 신안리에 있는 공립 중학교이다.

## 학교 연혁
- 1969년 2월 15일 : 영덕중학교 지품분교 설립 인가(3학급)
- 1971년 1월 25일 : 지품중학교 설립 인가(9학급)
- 1971년 3월 31일 : 지품중학교 개교
- 1972년 1월 14일 : 제1회 졸업식(53명 졸업)
- 1999년 9월 1일 : 지품초·중학교 통합 운영
- 2009년 3월 1일 : 초·중 통합교육과정 도지정 시범학교 운영(2009∼2010)
- 2021년 3월 1일 : 경상북도교육청지정 정책 연구학교 운영(초·중 통합운영학교, 3년간)
- 2023년 3월 1일 : 제24대 장영희 교장 취임
- 2024년 1월 4일 : 제53회 졸업식(졸업생 4명, 총 4,128명)
- 2024년 3월 4일 : 신입생 5명(남 2명, 여 3명)

## 참고 자료
- 지품중학교 - 한국교육학술정보원 학교알리미